# 프레데리시아시

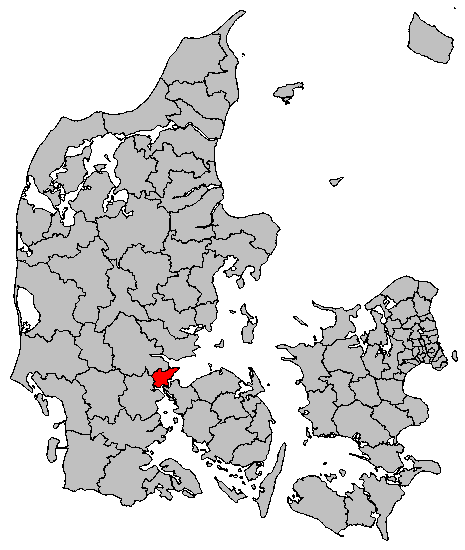
프레데리시아 시의 위치

프레데리시아시(덴마크어: Fredericia Kommune)는 덴마크 남덴마크 지역에 위치한 지방 자치체로 행정 중심지는 프레데리시아이며 면적은 134.46km2, 인구는 50,429명(2015년 기준)이다. 윌란반도 동부 연안에 위치한다.